# Света Богородица Чипровска
„Света Богородица Чипровска“ е икона, съхранявана в католическия храм „Света Богородица“ в Чипровци от 1371 г. до 1688 г.

## История
Според предание чудотворната иконата на Света Богородица от Олово е дело на Св. Евангелист Лука. При пожар във францисканския манастир в Олово оригиналната икона изгаря.
Босненски францисканци-монаси донасят със себе си копие от чудотворната иконата в Чипровци през 1366 г. Тази икона е известна като „Света Богородица Чипровска“. Според преданието иконата сама е посочила къде да бъде изграден храмът „Света Богородица“. Иконата се пази повече от 3 века в построения през 1371 г. храм, а по-късно и в построения от архиепископ Петър Богдан нов храм на мястото на стария.
След неуспеха на Чипровското въстание през 1688 г., иконата е занесена от бежанците българи в Сибиу, Трансилвания. Тя е поставена в църквата „Свети Иван Капистран“ в Сибиу. Въз основа на процеса, който е воден на 1 декември 1742 г. и нареждането издадено от отец Иван Костел, предстоятел на катедралата в Каролина, е разрешено да се отдава публично почитание на иконата. В този документ се изброяват някои чудеса, които иконата е направила и въз основа на тях, тя е провъзгласена за чудотворна. През 1751 г. заедно със храма изгаря и иконата.
Съществуват няколко публикации в края на XIX и началото на XX в. на хърватски монаси за иконата от Олово. През 1893 г. във вестник „Гласник югославенских франеваца“ е публикувано черно-бяло копие на иконата възпроизведено от отец Иерко Владич.
Във връзка с посещението на папа Йоан Павел II в България през 2002 г., българската католическа общност се обръща към Сийка Тачева от Чипровци с молба да изтъче пано с копие на „Света Богородица Чипровска“. Иконата е връчена на папата в Пловдив през месец май 2002 г.

## Описание
Лявата ръка на Богородица и левият крак на младенеца са с шест пръста.